# Ericailcane
Ericailcane, né à Belluno, est un artiste italien.
Artiste de rue, illustrateur, dessinateur et sculpteur, il a réalisé des graffiti et des installations dans le monde entier. Selon l'Institut culturel italien de Chicago, Ericailcane « appartient à cette génération européenne de nouveaux artistes de rue qui ont révolutionné la manière de concevoir l'espace public »[réf. nécessaire].

## Biographie
Ericailcane est né à Belluno dans la partie septentrionale de la Vénétie. Son père, naturaliste, contribuera depuis son enfance à nourrir son imagination créatrice autour d’animaux anthropomorphes et personnifiés. Il a été formé à l’école des beaux-arts de Bologne. Il a commencé à se faire connaître avec ses graffiti sur les murs et dans les centres sociaux de Bologne, avec des installations d'art vidéo organisées par l'Académie des Beaux Arts de Bologne. Il œuvre souvent en étroite collaboration avec l'artiste de street art Blu. Il partage avec lui les débuts de la création de nombreuses fresques murales à la |main ou à la bombe, souvent dans des dimensions monumentales. Gabo est une autre personnalité du street art avec qui il crée régulièrement des œuvres.
Les œuvres d'Ericailcane sont caractérisées par une précision scientifique. L'artiste présente différentes variations d'animaux inquiétants d'apparence humaine, dans des contextes étranges, parfois chargés d'une signification sociale ou écologique. Il met souvent en scène de majestueuses, déplaisantes voire monstrueuses figures tout droit sorties de gravures de bestiaires du Moyen Âge. Ces animaux aquatiques ou terrestres sont souvent dessinés combattant  dans des environnements plus ou moins hostiles ou néfastes. La même iconographie est employée dans ses dessins raffinés, dans ses livres, dans ses collages, dans ses vidéos et dans ses installations, comme l'énorme pantin présenté en 2009 à Bologne pour le traditionnel Vecchione, brûlé comme il est prévu traditionnellement à minuit le 31 décembre à la place Maggiore.
Inspiré par les illustrations pour enfants de l'époque victorienne, il s'inscrit dans la tradition du style graphique de Grandville, illustrateur et caricaturiste français de la première moitié du XIXe siècle qui utilisait déjà le langage du dessin fantastique et zoomorphe. Il démontre en effet beaucoup d'aisance dans l'imagerie animale qui rappelle aussi l'univers de Jérôme Bosch ou de Dürer.
Cet artiste est profondément désintéressé par le marché de l'art. Il a commencé cependant à collaborer irrégulièrement aussi pour quelques galeries comme  la Biagiotti Progetto Arte de Florence, la D406 de Modène, la Squadro de Bologne ou la célèbre Pictures On The Walls, déclinaison de la galerie londonienne Lazarides, qui gère aussi des œuvres de Banksy, Stanley Donwood et 3DJ. Il est actif en Italie, en Grande-Bretagne, aux États-Unis, en Espagne, au Mexique, en Équateur, en Palestine et en France. Récemment, il a peint la façade du Musée d'art contemporain de Bogotà en Colombie.

## Principales expositions
- 2012 - Canards con Gabo, Niort, France
- 2012 - Una vita violenta, Mexico DF, Mexique
- 2011 - Il canto della foresta, Modène, Italie
- 2010 - Breaking The World, Wrocław, Pologne
- 2010 - Bara Volante con Dem e Run, Brighton, Royaume-Uni
- 2010 - With Kabu, Florence, Italie
- 2009 - Guerra civile, Milan,
- 2009 - Gabols, Belluno, Italie
- 2008 - Il numero delle bestie, Modène, Italie
- 2008 - Santa's Ghetto, Palestine
- 2008 - Fur, Barcelone, Espagne
- 2008 - Muffins, Chicago, États-Unis
- 2008 - Ora, Cuenca, Équateur
- 2007 - Torre di Babele, Monfalcone, Italie
- 2006 - Santa's Ghetto, Londres, Royaume-Uni
- 2005 - De motu muscolari @ Spinafestival, Comacchio, Italie
- 2005 - Ericailcane. Gli animali e i loro uomini, Rovereto, Italia
- 2004 - Ericailcane. Incisioni @ Sesto Senso, Bologne, Italie

## Vidéos
- 2013 : Drogheda, Ireland con Gabo, vidéo, 2 min 27 s.
- 2012 : Racconti dal sottobosco, animation digitale, musique d'Alessandro Rinaldi, 6 min 08 s.
- 2012 : Uccello avec Gabo, vidéo, 2 min 43 s.
- 2012 : Balena avec Gabo, vidéo, 1 min 05 s.
- 2012 : Canards avec Gabo, vidéo, musique de Carlomargot, 2 min 16 s.
- 2009 : Ericailcane contre Attack, vidéo, musique de Carlomargot, 2 min 05 s.
- 2009 : Ammazzarne uno per educarne 100, animation digitale, musique de Carlomargot, 4 min 40 s.
- 2009 : Il numero delle bestie, animation digitale, musique de Carlomargot et Ronin, 4 min 56 s.
- 2009 : Bartleby 30 e lode avec Will Barras et Dem, vidéo, 3 min 52 s.
- 2008 : Back to School avec Davide Zucco, vidéo, 4 min 04 s.
- 2008 : Ericailcane at Fame festival, vidéo, 1 min 28 s.
- 2005 : Il galeone, animation digitale, musique de Ronin, 4 min 26 s.
- 2004 : Le Corbeau, animation digitale, musique de LUM, 1 min 04 s.
- 2003 : Helicobacter Pylori, animation digitale, musique de My Own Parasite, 5 min 26 s.